# کوکوی برنزه درخشان

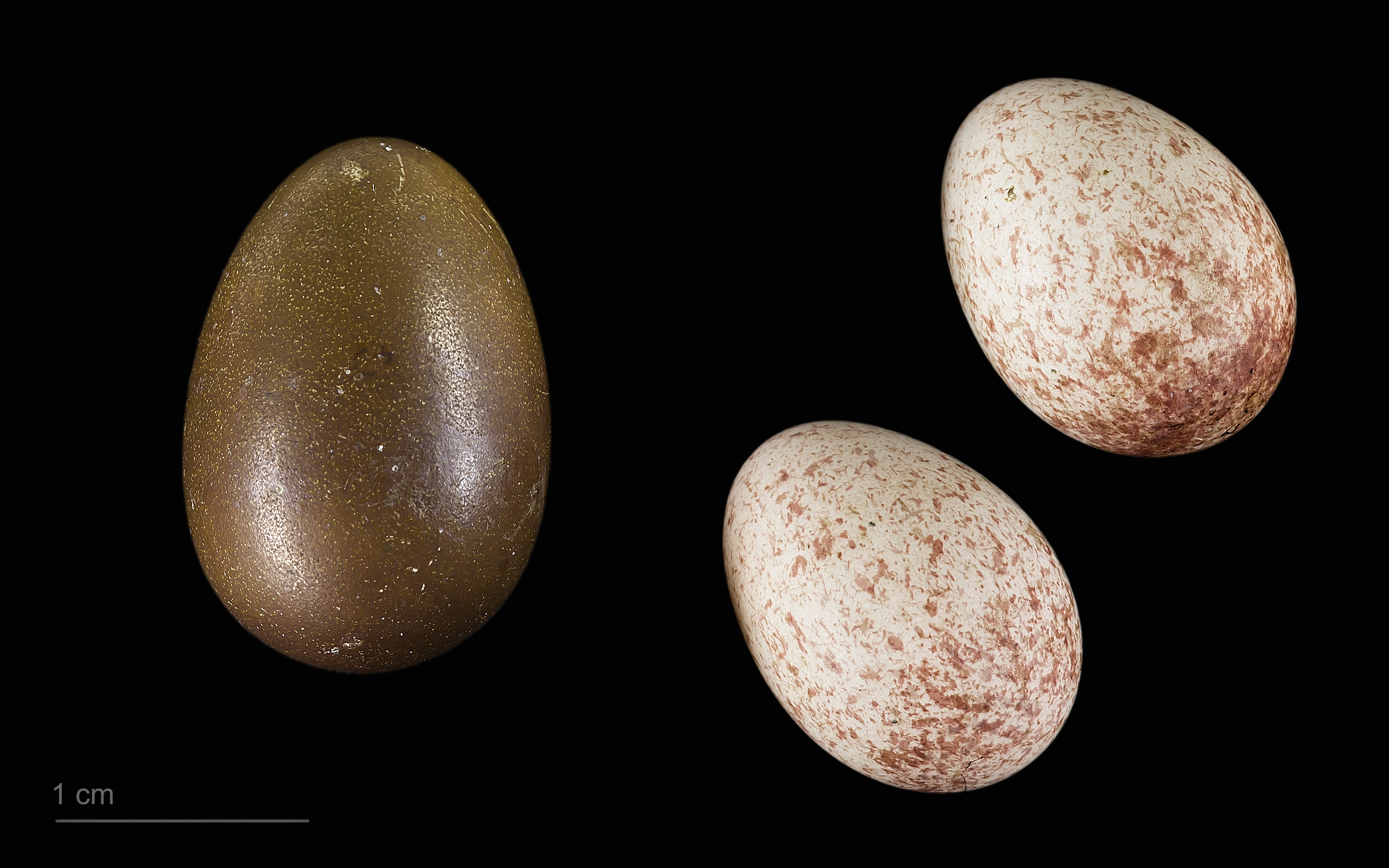
Chrysococcyx lucidus + Gerygone flavolateralis

کوکوی برنزه درخشان (نام علمی: Chrysococcyx lucidus) نام یک گونه از تیره کوکو است.